# Dieter Schmalstieg
Dieter Schmalstieg (* 1971 in Österreich) ist ein österreichischer Informatiker und Hochschullehrer, der Beiträge im Bereich der Computergrafik, insbesondere in der Virtual Reality (VR) und Augmented Reality (AR), geleistet hat.

## Werdegang
Dieter Schmalstieg promovierte und habilitierte an der Technischen Universität Wien. 2004 wurde er als Professor an die Technische Universität Graz berufen, wo er seit 2012 das Institut für Maschinelles Sehen und Darstellen leitete. Unter seiner Führung wurde das Institut signifikant ausgebaut. 2023 wechselte er als Alexander-von-Humboldt-Professor für Visual Computing an die Universität Stuttgart, um dort die Forschung im Bereich VR und AR weiter voranzutreiben.
Schmalstieg ist Fellow des Institute of Electrical and Electronics Engineers (IEEE) und Mitglied der Academia Europaea. Für seine Beiträge zur VR/AR-Forschung wurde er mehrfach ausgezeichnet, darunter mit dem IEEE Virtual Reality Technical Achievement Award im Jahr 2012.

## Forschungsschwerpunkte
Schmalstieg hat innovative Methoden zur Kombination von realem und virtuellem Bildmaterial entwickelt, um fotorealistische Darstellungen zu erzeugen. Seine Arbeiten ermöglichen es, virtuelle Elemente nahtlos in reale Umgebungen zu integrieren. Ein Schwerpunkt seiner Forschung liegt auf der Berechnung photometrischer Eigenschaften realer Objekte in Echtzeit mittels numerischer Optimierung und maschinellem Lernen.